# Судзукі Ічіро
Судзукі Ічіро (яп. 鈴木 一朗 22 жовтня 1973, Касуґаї, Префектура Айті, Японія) - професійний гравець у бейсбол. Виступає в Головній бейсбольній лізі за Сієтл Маринерс.

## Біографія
У Японії Ічіро дев'ять років виступав за клуб «Орікс Блювейв» із міста Кобе. Він був одним з найкращих гравців японської ліги 1990-х, тричі визнавався найціннішим гравцем Тихоокеанської ліги, регулярно брав участь у Матчі всіх зірок. У 2001 році Ічіро перейшов в американський клуб «Сієтл Маринерс» і став його основним правим польовим гравцем. У своєму першому сезоні в ГБЛ Судзукі став найкращим гравцем Американської ліги за відсотком відбитих подач і за кількістю вкрадених баз, а також був удостоєний звань найкращого новачка та найціннішого гравця Американської ліги.
У 2000-х роках Ічіро був одним з найкращих відбиваючих Головної ліги бейсболу. Дев'ять років поспіль він незмінно робить не менш 200 хітів за сезон - це найдовша серія в історії ГБЛ. У 2004 році Судзукі побив рекорд за кількістю хітів, зроблених за один сезон, встановлений Джорджем Сіслером в 1920 році; результат Ічіро - 262 хіта, на п'ять більше, ніж у Сіслера. Судзукі дев'ять разів брав участь у Матчі всіх зірок ГБЛ і дев'ять разів отримував приз Золота рукавичка. У 2009 році журнал Sporting News включив Судзукі в символічну збірну найкращих гравців десятиліття (2000-2009).
У складі збірної Японії Ічіро двічі, в 2006 та 2009 роках, ставав переможцем Світовий бейсбольною класики. Він є членом Зал слави японського бейсболу.